# ベンド (紋章学)

ベンド
Argent a bend gules

ベンド（英: Bend、仏: Bande）は、紋章学における、シールドを持つ者から見てエスカッシャン（シールド）の右上の角から左下にわたる帯状のチャージのことである。ベンドは、大部分の分割線で分割することができる。ベンドは、ペイル、チーフ、シェブロン及びフェスに加えて、紋章学の基本的なオーディナリーのうちの1つである。本来の意味では帯のことを指すが、紋章記述で「右上から左下方向へ傾いている」という意味で幅広く用いられる。

## 解説

### ベンドの幅
フィールドのうちベンドの覆う部分がどのくらいの幅であるかは学者によって見解が異なる。シールド（フィールド）の幅を基準として、およそ5分の1であるという見解が大勢を占めるが、一部ではベンド自身にチャージが重ねられているならば、3分の1だとする説がある。ベンドがフィールドの3分の1を占有することがあるとすればベンドが3本（スリー・ベンド）ある場合はベンドだけでフィールド全体がすべて埋まってしまうことになるが、この可能性を無視した理論がしばしば見られる。（イギリスに対して）大陸ではこの可能性はしばしば無視されることがあるが、この理論に反してチャージが重ねられているベンドが3本あるにもかかわらずフィールド全体がベンドで埋まってしまってはいない例がある。（エイドリアン・テイラーの紋章）

### ベンド・シニスター

ベンド・シニスター
Argent a bend sinister gules

通常のベンドとは逆に、左上から右下へわたるベンドである。意匠の施された表面を持つ人から見て外側へ向けてシールドを携行するため、ベンド・シニスター (Bend sinister) は持つ者の左肩に斜めにかけられているサッシュ（懸章）と同じ方向の傾きを持っていることになる。このことからもわかるように、シニスターという言葉は左を意味し、これはラテン語に由来する。

### ディミニュティブ
通常のベンドよりも細い、ベンドのディミニュティブ（diminutive、通常のものより細い、短い又は小さいチャージの総称）は、大きい方から順に、ベンドの 1/2 ほどの幅のベンドレット (bendlet) 、チャージを重ねるなら花またはフォイルのチャージを置くことができるくらいの幅のガーター (garter) 、ベンドの 1/4 の幅のリバンド (Ribband) がある。ベンドの両脇に置くリバンドと同じくらいの幅の細いチャージをコティス (cotise) と呼ぶ。これは必ず2本で1組であり、コティス単体では用いられず、ペイルやフェスの両脇に置かれる細い線もすべてコティスである。また、シールドの端にまで達していないベンドレットは、バトン (baton) と呼ばれている。なお、ベンド・シニスターのディミニュティブは、イングランドではスカープ (skarpe) 又はスカーフェ (skarfe) と呼ばれる。

ベンドレット Argent a bendlet gules
リバンド Argent a ribband gules
バトン Argent a baton gules
コティス Argent a bend cotised gules

### ベンドに関する用語
次に示す用語は、ベンド・シニスターについてもまったく同様の意味を持つ言葉として適用することができる。
ベンド・エラディケイテッド (bend eradicated) またはベンド・エスクラット (bend esclatte)ベンド方向に切られている終端を示す。
イン・ベンド (in bend)シールド上にいくつかのアイテムがベンドの方向に一列に並べられている様子を表す。
ベンドワイズ (bendwise)チャージがベンドのように傾けて置かれることを意味する。なお、ベンドにチャージを置く際には、そのチャージは紋章記述にベンドワイズであると断らずともはじめからベンドワイズであることが暗黙の了解となっている。
パーティ・パー・ベンド (party per bend)ベンドの方向に走る1つの線によってフィールドを2つに分割することを意味する。分割したそれぞれのフィールドに2つのティンクチャーを向かって右上、左下の順に記述する。
ティアスト・パー・ベンド (tierced per bend)ベンドの方向に走る2つの線によってフィールドを3つに分割することを意味する。分割したそれぞれのフィールドに3つのティンクチャーを向かって右上、中、左下の順に記述する。

ベンディ Bendy of eight, gules and argent
スリー・ベンドレット Argent three bendlets gules

ベンディ (Bendy)ベンド方向に4つ以上の偶数の部分に分割したフィールドを意味する。ベンドレットやリバンドを複数配置した場合と似たような図柄になるが、ベンディの場合は紋章記述に示された数の領域に等間隔で色分けされてさえいればよく、一番端の領域がベンドの幅に達していなくてもよい。ベンドレットの場合は、指定された数の同じ幅の帯が揃っていなければならないという点が異なる。

イン・ベンド Gules three mascles Or in bend sinister
ベンドワイズ（暗黙）。 Gules a bend argent charged three escallops sable
パーティ・パー・ベンド Party per bend, argent and gules
ティアスト・パー・ベンド Tierced per bend, gules, argent and sable

- ベンディ
Bendy of eight, gules and argent
- スリー・ベンドレット
Argent three bendlets gules